# Mittellandkanal

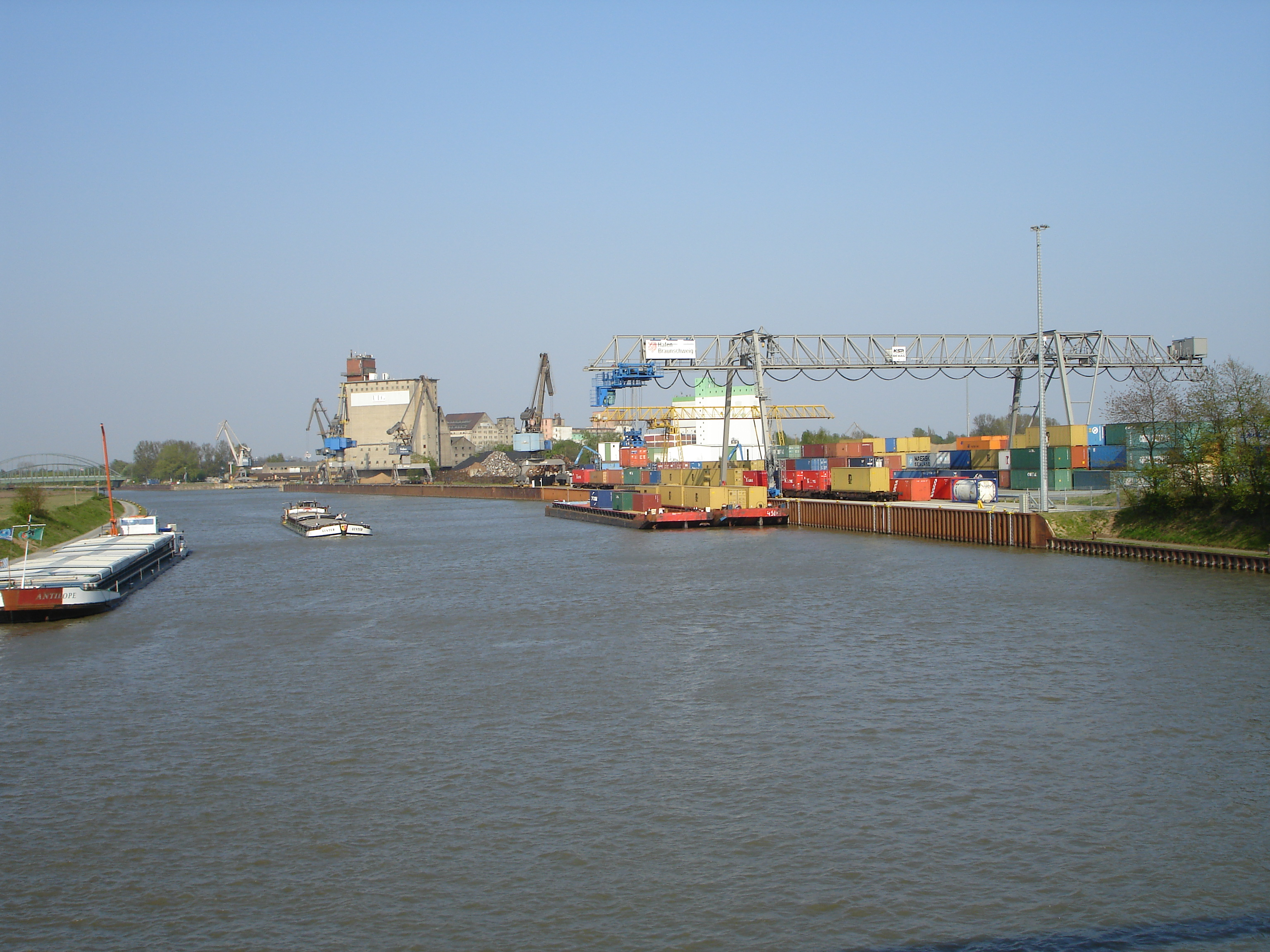
Mittellandkanal vid Braunschweig

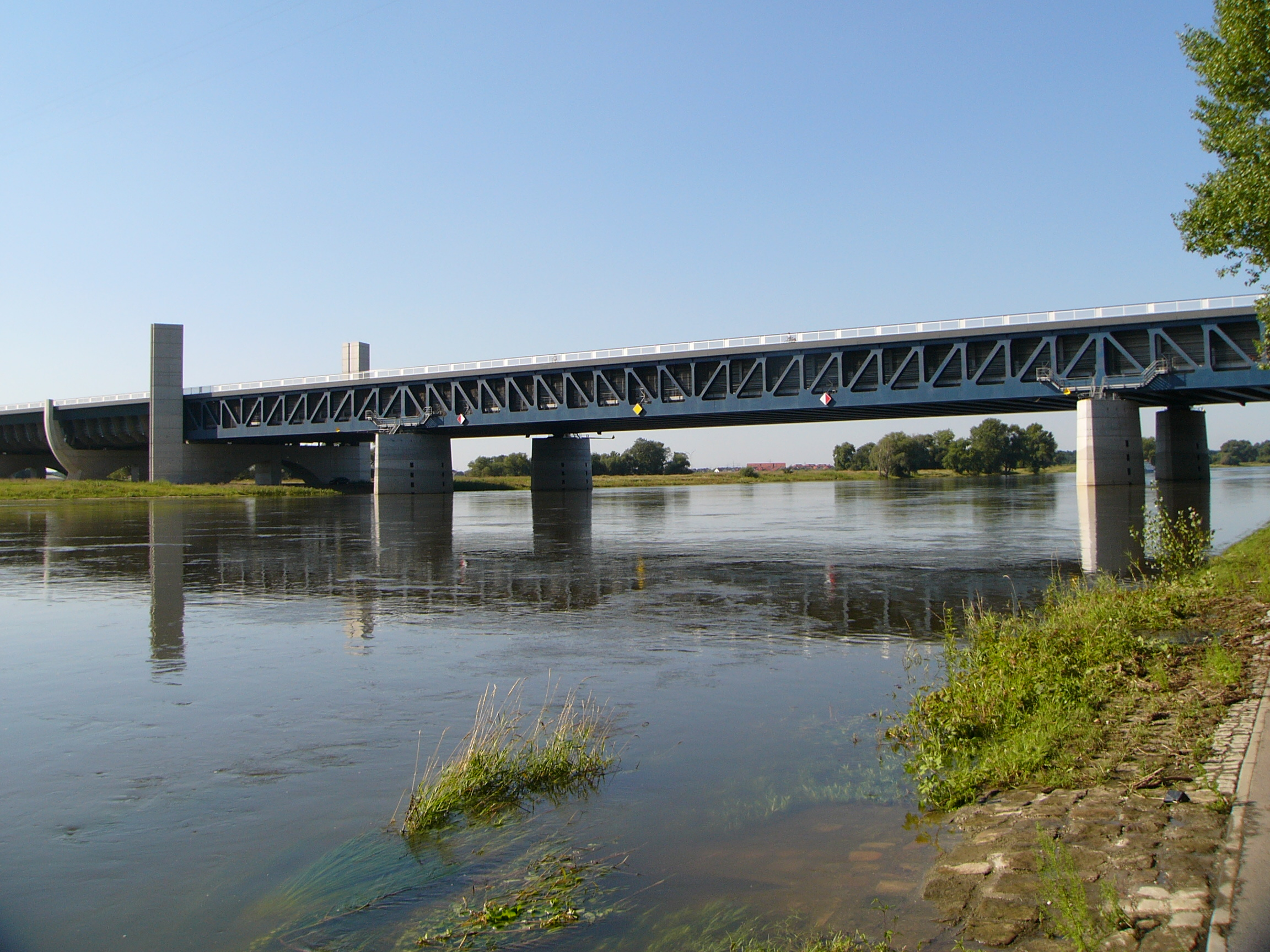
akvedukt över Elbe

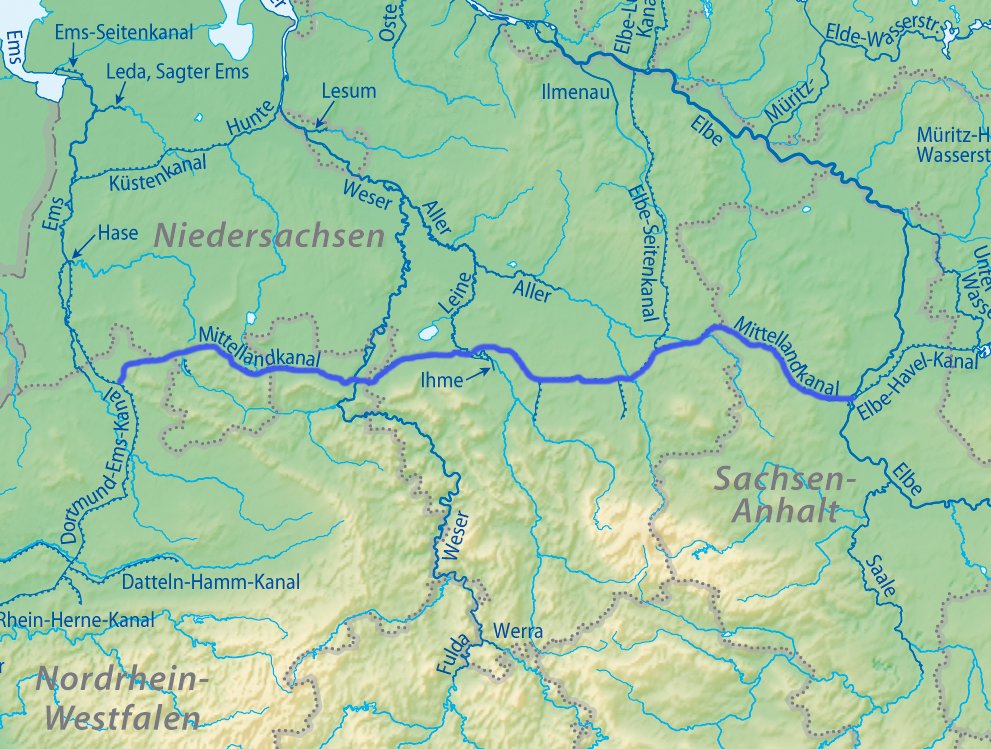
Karta över kanalens sträckning

Mittellandkanal är med sina 325,7 km Tysklands längsta konstgjorda vattenväg. Kanalen börjar i närheten av Dortmund ur Dortmund-Ems-Kanalen och förbinder via Hannover och Wolfsburg till Elbe i Magdeburg.  För att undvika onödig upp- och ner-slussning när ett fartyg skall korsa en flod har man konstruerat akvedukter både över Weser i Minden och över Elbe vid Magdeburg. I oktober 2003 invigdes en stor akvedukt (Magdeburgs kanalbro) över Elbe för att förenkla trafik till Elbe-Havelkanalen som förbinder till Berlin och Oder